# ジェーンズ・エドマン
ジェーンズ・エドマン（Jens Edman、1976年12月28日 ｰ ）は、スウェーデンのレーシングドライバーである。レースデビューは1991年。

## 経歴
1997年からボルボ・S40のワンメイク・レースに参戦し、10レース中4勝。シリーズチャンピオンを獲得。同年スウェーデンツーリングカー選手権(STCC)にスポット参戦し、ボルボ・850をドライブした。
1998年もスポット参戦し、マシンもこの年からS40となる。4レースのみのスポット参戦だったが、この年早くも初優勝を達成し、4レース中3レースで表彰台を獲得。ランキング11位となる。翌1999年は本格的にフル参戦。優勝こそなかったものの、シリーズ4位を獲得した。
2000年はボルボを離れてフォードに移籍し、モンデオをドライブした。再びシリーズ4位となり、この年も3勝を記録した。
2001年は再びボルボに復帰し、自己最高のランキング3位を得ている。また同年ヨーロッパツーリングカー選手権にもスポット参戦した。
2003年からは活動の場をデンマークに移し、デンマークツーリングカー選手権にプジョー・307で参戦し、2勝を挙げ4位。2004年はトヨタに移籍してカローラを駆り、タイトル獲得はならなかったものの、2勝を挙げて5位となっている。その後もプジョーのドライバーとして参戦し、2008年まで参戦。この間の2006年には世界ツーリングカー選手権にもスポット参戦している。
長らくツーリングカーレースに重点を置いて活躍してきたが、スウェーデンのV8スーパーカーレースである、V8サンダーカーに参戦し、2013年にシリーズ2位を獲得し、翌年はシリーズチャンピオンを獲得している。

## レース戦績

### スウェーデンツーリングカー選手権
| 年     | チーム                             | 使用車両           | 1       | 2       | 3         | 4         | 5        | 6         | 7         | 8         | 9       | 10      | 11        | 12      | 13      | 14        | 15        | 16      | 17      | 18        | 19      | 20       | 順位 | ポイント |
| ------ | ---------------------------------- | ------------------ | ------- | ------- | --------- | --------- | -------- | --------- | --------- | --------- | ------- | ------- | --------- | ------- | ------- | --------- | --------- | ------- | ------- | --------- | ------- | -------- | ---- | -------- |
| 1999年 | S40・レーシング チームスウェーデン | ボルボ・S40        | MAN 1 4 | MAN 2   | KNU 1 Ret | KNU 2 10  | KAR 1 4  | KAR 2 Ret | AND 1 2   | AND 2 DNS | FAL 1 2 | FAL 2 4 | AND 1 7   | AND 2 7 | ARC 1 3 | ARC 2 4   | MAN 1 Ret | MAN 2 3 |         |           |         |          | 4位  | 130      |
| 2000年 | ピッコロ・トロベルグ・レーシング   | フォード・モンデオ | KAR 1 4 | KAR 2 8 | KNU 1     | KNU 2     | MAN 1 4  | MAN 2 3   | FAL 1 Ret | FAL 2 4   | AND 1   | AND 2 4 | ARC 1 Ret | ARC 2 5 | KAR 1 7 | KAR 2 11  | MAN 1     | MAN 2 1 |         |           |         |          | 4位  | 115      |
| 2001年 | S40・レーシング チームスウェーデン | ボルボ・S40        | FAL 1   | FAL 2 1 | MAN 1 5   | MAN 2 Ret | KAR 1 16 | KAR 2 13  | JYL 1 2   | JYL 2 3   | FAL 1 2 | FAL 2 4 | KNU 1 4   | KNU 2 3 | MOI 1   | MOI 2 Ret | KAR 1 3   | KAR 2 6 | KNU 1 3 | KNU 2 DNS | MAN 1 2 | MAN 2 16 | 3位  | 154      |